# شين لوال
شين لوال (بالإنجليزية: Shane Lawal)‏ مواليد 8 أكتوبر 1986 في أبيوكوتا، نيجيريا، هو لاعب كرة سلة أمريكي/نيجيري. بدأ مسيرته الاحترافية في سنة 2009. يبلغ طوله 6 قدم 10 بوصة (2.1 م). مثّل منتخب بلاده. شارك في دورة الألعاب الأولمبية الصيفية سنة 2016. حقق المركز الأول في بطولة أمم أفريقيا لكرة السلة 2015.

## المسيرة الاحترافية
لعب مع النادي العربي في موسم 2009–2010، ثم لعب مع سكاليجيرا باسكت فيرونا في موسم 2012–2013، ثم لعب مع دينامو باسكت ساساري في الدوري الإيطالي في موسم 2014–2015، ثم لعب مع نادي برشلونة لكرة السلة في الدوري الإسباني من سنة 2015 إلى 2017.

## الميداليات
| الميدالية | المسابقة                          |
| --------- | --------------------------------- |
| ذهبية     | بطولة أمم أفريقيا لكرة السلة 2015 |

## إحصائيات المسيرة

### الدوري الأوروبي
| السنة   | الفريق                  | لعب | بدأ | دقيقة | ميداني% | ثلاثية | حرة  | ارتداد | صنع | استلاب | تصدي | نقطة | أداء |
| ------- | ----------------------- | --- | --- | ----- | ------- | ------ | ---- | ------ | --- | ------ | ---- | ---- | ---- |
| 2014–15 | دينامو باسكت ساساري     | 10  | 8   | 23.0  | .617    | .000   | .471 | 7.3    | 1.4 | 1.5    | 1.5  | 9.0  | 15.0 |
| 2015–16 | نادي برشلونة لكرة السلة | 17  | 0   | 14.9  | .673    | .000   | .594 | 4.1    | .6  | .5     | .7   | 5.2  | 7.7  |
| المسيرة |                         | 27  | 8   | 17.9  | .643    | .000   | .530 | 5.3    | .9  | .9     | 1.0  | 6.6  | 10.4 |

## روابط خارجية
- شين لوال على موقع الاتحاد الدولي لكرة السلة (الإنجليزية)
- شين لوال على موقع الدوري الأوروبي لكرة السلة (الإنجليزية)
- شين لوال على موقع سبورتس رفرنس (الإنجليزية)
- شين لوال على موقع الدوري الإسباني لكرة السلة (الإسبانية)
- شين لوال على موقع كرة السلة الأوروبية.كوم (الإنجليزية)
- شين لوال على موقع كلية كرة السلة في سبورتس رفرنس.كوم (الإنجليزية)
- شين لوال على موقع ريلجم (الإنجليزية)
- شين لوال على موقع بروبوليرز (الإنجليزية)
- شين لوال على موقع سبورتس رفرنس (الإنجليزية)
- شين لوال على موقع أوليمبيديا (الإنجليزية)